# ادام‌باکام
ادام‌باکام (به انگلیسی: Adambakkam) در هند است که در چنای واقع شده‌است.

## خصوصیات
ادام‌باکام ۷ متر بالاتر از سطح دریا واقع شده‌است.

## نگارخانه

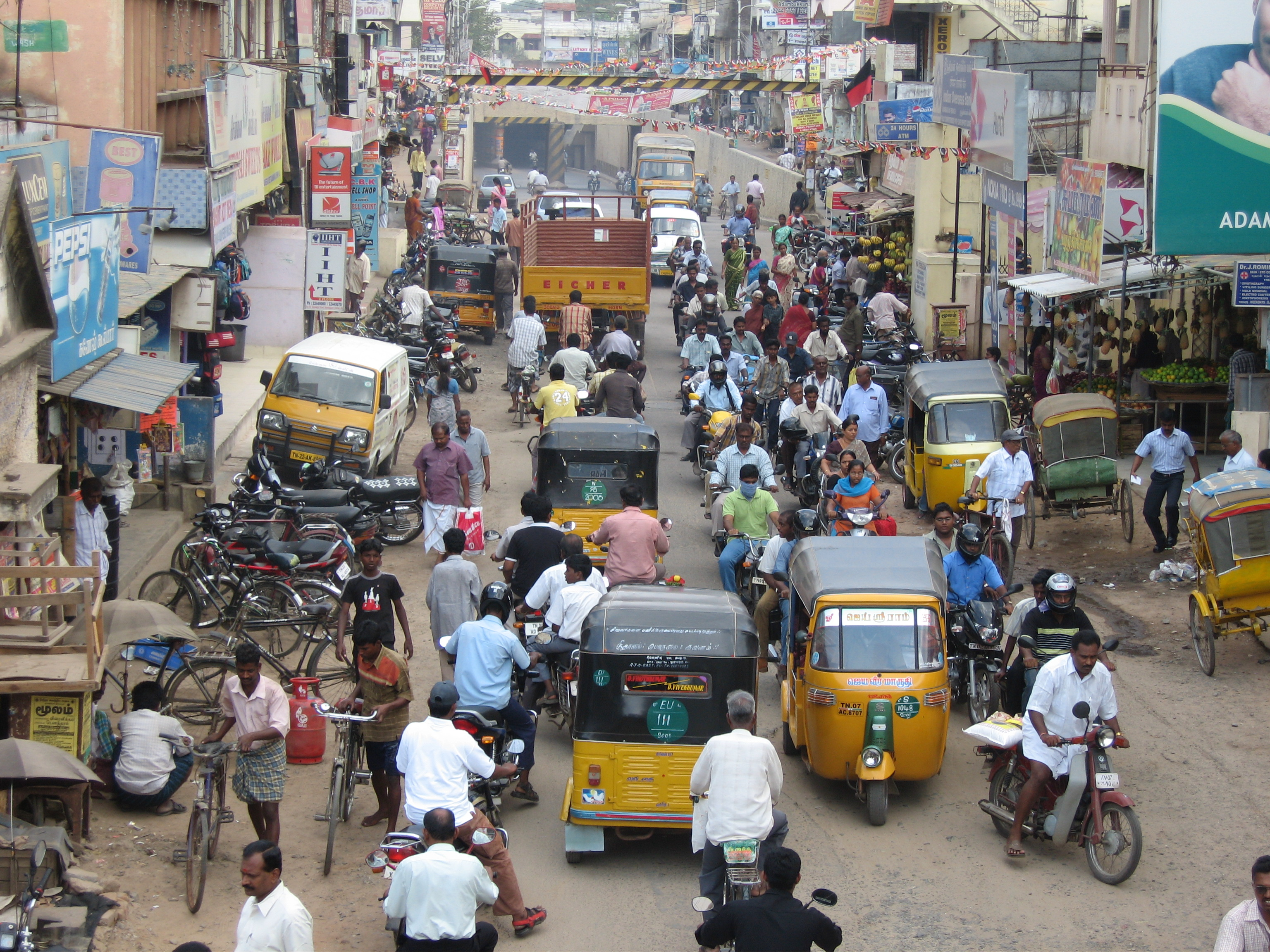
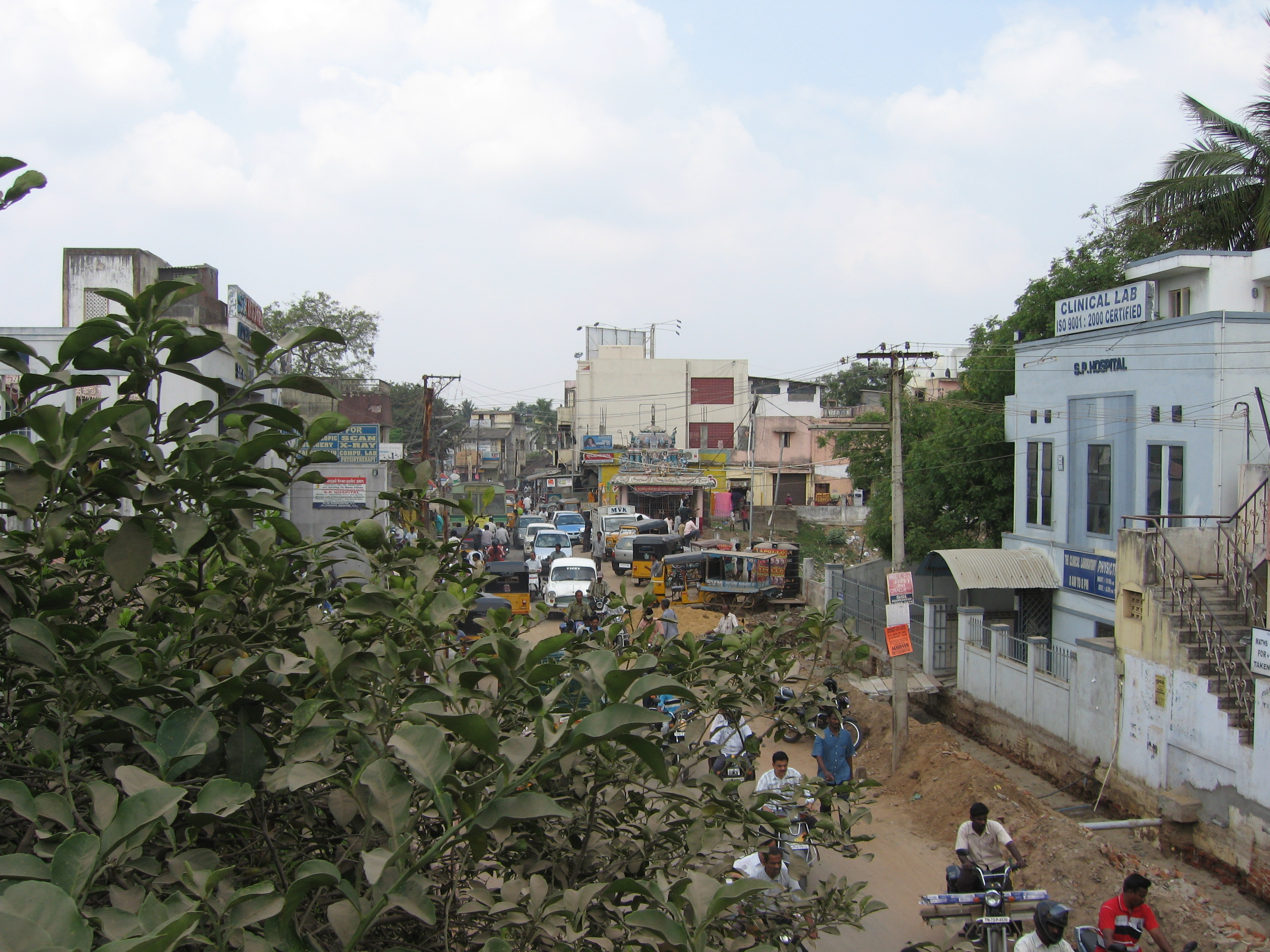